# Proxenetismo

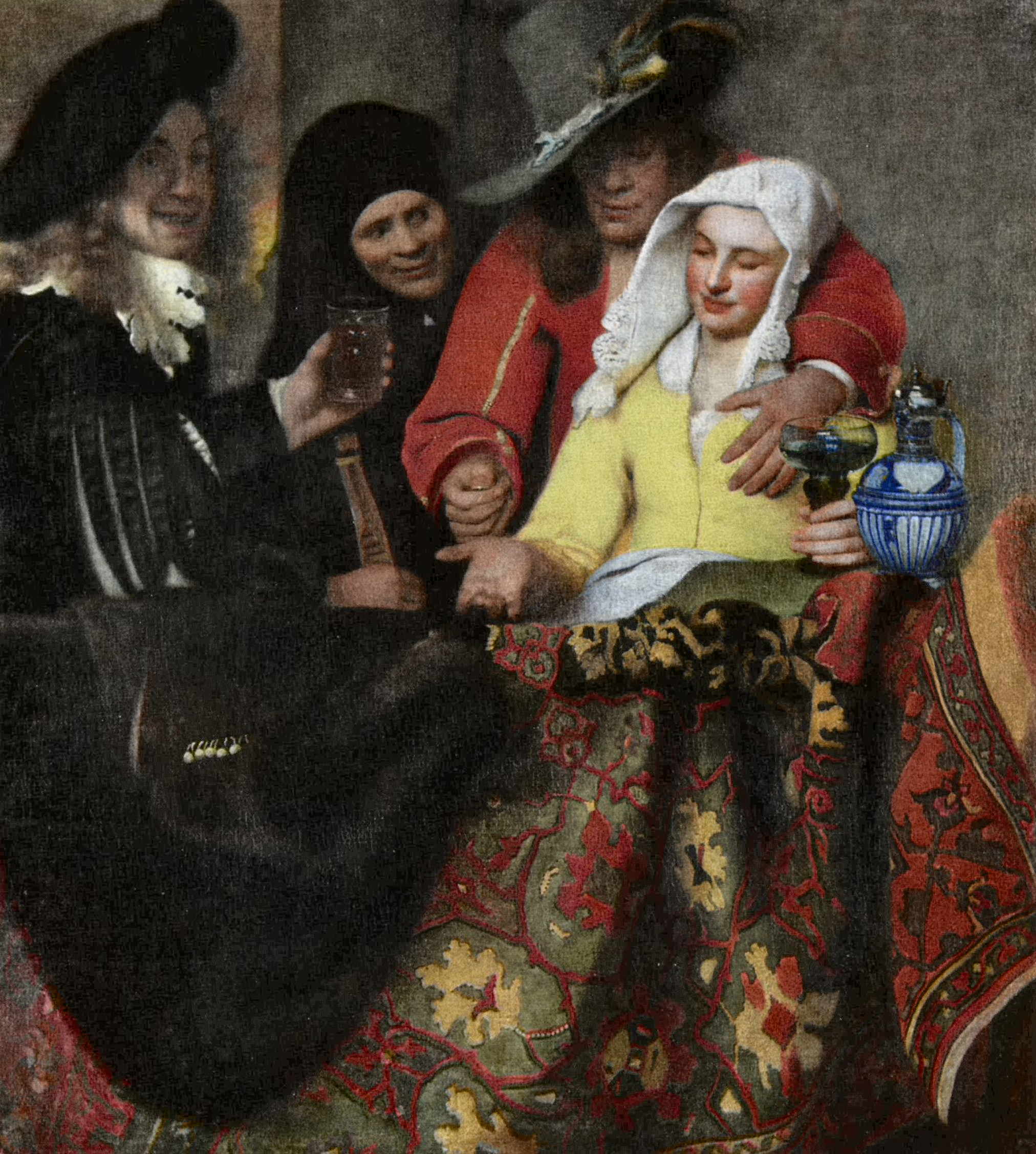
The Procuress por Johannes Vermeer

Procuração, proxenetismo, pandering, lenocínio, rufianismo ou cafetinagem (sendo este último termo popular no Brasil) é a facilitação ou fornecimento de prostitutos ou trabalhadores do sexo na organização de um ato sexual com um cliente. Um proxeneta, chamado coloquialmente nos países anglófonos, de pimp (se masculino) ou madam (se feminino, embora o termo "pimp" seja frequentemente usado também para proxenetismo feminino) ou ainda cafetão ou cafetina, é um agenciador de prostituição que recolhe parte dos seus rendimentos. O proxeneta pode receber esse dinheiro ao oferecer o anúncio dos serviços, proteção física ou pelo fornecimento e possivelmente monopolização do local onde a prostituta possa abordar clientes. Assim como a prostituição, a legalidade de certas ações de um cafetão varia de uma região para outra.
Exemplos de procura incluem:
- Tráfico de pessoas para fins de solicitação de sexo
- Operação de negócio onde ocorre a prostituição
- Transporte de um prostituto até o local de encontro com cliente
- Obtenção de ganho financeiro a partir da prostituição de outrem

## Etimologia

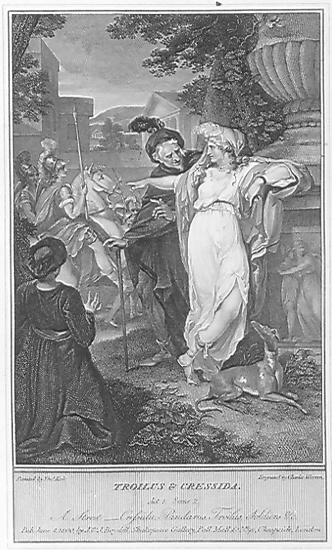
Pandarus, ao centro, com Cressida, ilustração de Thomas Kirk para Troilus and Cressida

### Procurer
O termo procurer deriva do francês procureur.

### Pimping
A palavra pimp apareceu pela primeira vez em inglês em 1600, na peça Every Man out of his Humor de Ben Jonson. Sua origem é desconhecida, embora existam várias hipóteses sobre sua etimologia. Pimp, usado como verbo, significando agir como pimp, apareceu pela primeira vez por volta de 1640 na peça de Philip Massinger, The Bashful Lover. Nos séculos 18 e 19, o termo era comumente usado para se referir a informantes. Um pimp também pode significar "uma pessoa desprezível".
O rapper Nelly tentou redefinir a palavra "pimp" dizendo que é um acronym para "positive, intellectual, motivated person". Ele criou uma college scholarship com o nome "P.I.M.P. Juice Scholarship". Dawn Turner Trice, do Chicago Tribune, argumenta que há "algo verdadeiramente perturbador, para dizer o mínimo, em associar uma palavra tão vil a uma bolsa de estudos" e expressa preocupação com a glamorização do termo.
Nos primeiros anos do século 21, um novo significado para a palavra surgiu na forma de um verbo transitivo pimp, que significa "decorar" ou "embelezar" (compare com primp, especialmente no uso escocês). Essa nova definição foi popularizada pelo programa de televisão Pimp My Ride da MTV. Embora essa nova definição homenageasse a cultura do hip-hop e sua conexão com a cultura de rua, ela passou a ser usada de forma comum, inclusive no meio comercial.
Em contextos médicos, o verbo significa "fazer uma pergunta (a um estudante) com o objetivo de testar seu conhecimento".

### Pandering
A palavra "pander", que significa "pimp", deriva de Pandarus, uma figura libidinosa que facilita o caso entre os protagonistas em Troilus and Criseyde, um poema de Geoffrey Chaucer. Pandarus aparece com um papel semelhante na interpretação da história por Shakespeare, Troilus and Cressida.

## Visão geral
Pimps e madams são diversos e variados, dependendo do meio em que atuam, e entram e saem da indústria do sexo por uma variedade de razões internas e externas, como pressão familiar, interações com a polícia e, em alguns casos, recrutamento por outros trabalhadores do sexo.
A procura pode assumir formas abusivas. Madams/pimps podem punir clientes por abuso físico ou falta de pagamento e impor direitos exclusivos a uma "área" onde suas prostitutas possam anunciar e operar com menos concorrência. Em muitos lugares onde a prostituição é proibida, as trabalhadoras do sexo têm menos incentivo para denunciar abusos por medo de self-incrimination, e maior motivação para buscar qualquer proteção física de clientes e das autoridades que um pimp/madam possa fornecer.[carece de fontes?]
A relação madam/pimp–prostituta é frequentemente entendida como abusiva e possessiva, com o pimp/madam usando técnicas como intimidação psicológica, manipulação, privação de alimentos, estupro e/ou estupro em grupo, espancamento, tatuagem para marcar a mulher como "dela", confinamento, ameaças de violência contra a família da vítima, uso forçado de drogas e a vergonha decorrente desses atos.
Nos EUA, madams/pimps podem ser presos e acusados de pandering e são legalmente conhecidos como procurers. Isso, combinado com a tendência de identificar o pimping com a masculinidade afro-americana, pode oferecer parte da explicação para por que aproximadamente três quintos de todos os traficantes humanos "confirmados" nos Estados Unidos são homens afro-americanos. Recentemente foi argumentado que alguns dos exemplos extremos de violência citados no artigo abaixo provêm principalmente de tal estereotipação apoiada por roteiristas de Hollywood, transcrições de julgamento seletivas e descontextualizadas, e estudos que entrevistaram apenas partes do comércio sexual em instituições de resgate, acusação e punição, em vez de realizar estudos in situ rigorosos.
Um estudo de 2018 por pesquisadores da Universidade de Montreal dividiu o conceito de pimp em três categorias distintas: "perfil baixo" (principalmente feminino), "hustlers" (predominantemente masculinos e violentos, representando o estereótipo comum) e "abusados" (divididos igualmente entre homens e mulheres, com maior probabilidade de serem vítimas de violência do que de praticá-la).

## Legislação

### Brasil
No Brasil, o lenocínio é uma prática criminosa, definido como a exploração ou comércio carnal alheio, sob qualquer forma ou aspecto, havendo ou não mediação direta ou intuito de lucro (cafetinagem). No Brasil é crime segundo os Artigos 227 a 230 do Código Penal e não se confunde com prostituição. Entende-se por lenocínio um conceito amplo, do qual seriam espécies o crime de favorecimento à prostituição ou à libidinagem. Compõe-se de atividades que entram no conceito clássico de lenocínio, que, compreende toda ação que visa a facilitar ou promover a prática de atos de libidinagem ou a prostituição de outras pessoas, ou dela tirar proveito. Gravita, assim, o lenocínio, em torno da prostituição, que constitui complexo e difícil problema social. O lenocínio é atividade acessória ou parasitária da prostituição. O crime de lenocínio não pune a própria prática da prostituição, mas sim toda aquela conduta que fomenta, favorece e facilita tal prática, com intenção lucrativa ou profissionalmente. O lenocínio pode ocorrer na forma do proxenetismo ou do rufianismo.

### Portugal
Segundo o artigo 169º do Código Penal português:
| “ | Quem, profissionalmente ou com intenção lucrativa, fomentar, favorecer ou facilitar o exercício por outra pessoa de prostituição é punido com pena de prisão de seis meses a cinco anos. | ” |

O nº 2 deste artigo prevê a sua forma qualificada quando o agente do crime prática esta conduta “por meio de violência ou ameaça grave; através de ardil ou manobra fraudulenta; com abuso de autoridade, ou aproveitando-se da especial vulnerabilidade da vítima. Nestes casos, a pena é de prisão de um a oito anos.
Onde a prostituição é descriminalizada ou regulated, a procura pode ou não ser legal. As regulamentações sobre a procura variam amplamente de lugar para lugar.
A procura e os bordéis são legais na Holanda, Alemanha, Grécia, Nova Zelândia e na maior parte de Austrália e Nevada.

### Canadá
No Canadá, houve um desafio jurídico às leis de prostituição, que culminou na decisão de 2013 do caso Bedford v. Canada. Em 2010, a juíza do Tribunal Superior de Ontario, Susan Himel, derrubou as leis nacionais que proibiam brothels e a procura, argumentando que violavam a constituição que garantia "o direito à vida, liberdade e segurança".
Em 2012, o Court of Appeal for Ontario reafirmou a inconstitucionalidade das leis. O caso foi apelado pelo governo canadense, e estava em julgamento no Supreme Court of Canada em junho de 2013. Desde a aprovação do Protection of Communities and Exploited Persons Act em 2014, o Canadá adotou o Nordic model of prostitution, que torna o pimping e a compra de serviços sexuais ilegais.

### Nações Unidas
A United Nations 1949 Convention for the Suppression of the Traffic in Persons and of the Exploitation of the Prostitution of Others exige que os Estados signatários proíbam o pimping e os bordéis, e abolem a regulamentação de prostitutas individuais. O texto diz:
Considerando que a prostituição e o mal que a acompanha, o tráfico de pessoas para fins de prostituição, são incompatíveis com a dignidade e o valor da pessoa humana e põem em risco o bem-estar do indivíduo, da família e da comunidade
A convenção diz:
Artigo 1
As Partes da presente Convenção concordam em punir qualquer pessoa que, para satisfazer as paixões de outrem:
(1) Procure, instigue ou leve embora, para fins de prostituição, outra pessoa, mesmo com o consentimento dessa pessoa;
(2) Explore a prostituição de outra pessoa, mesmo com o consentimento dessa pessoa.
Artigo 2
As Partes da presente Convenção concordam ainda em punir qualquer pessoa que:
(1) Mantenha ou administre, ou conscientemente financie ou participe do financiamento de um bordel;

(2) Conscientemente alugue ou ceda um edifício ou outro local ou qualquer parte dele para fins da prostituição de outrem.
Entretanto, várias comissões da ONU têm posições diferentes sobre o tema. Por exemplo, em 2012, uma comissão da UNAIDS convocada por Ban Ki-moon e apoiada pelo UNDP e UNAIDS recomendou a descriminalização dos bordéis e da procura.

### Estados Unidos
Tentativas foram feitas nos EUA para acusar produtores de filmes pornográficos de pandering sob a lei estadual. O caso de California v. Freeman em 1989 é um dos exemplos mais notórios em que um produtor/diretor de filmes pornográficos foi acusado de pandering sob o argumento de que pagar atores pornográficos para realizar sexo na câmera era uma forma de prostituição coberta por um estatuto estadual anti-pandering. A Suprema Corte do Estado rejeitou esse argumento, concluindo que o estatuto de pandering da Califórnia não se destinava a abranger a contratação de atores que estivessem envolvidos em performances sexualmente explícitas, mas não obscenas. Também afirmou que somente nos casos em que o produtor pagava os atores com o objetivo de gratificar sexualmente a si mesmo ou a outros atores, o produtor poderia ser acusado de pandering sob a lei estadual. Esse caso efetivamente legalizou a pornografia no Estado da Califórnia. Em 2008, a Suprema Corte de New Hampshire emitiu uma decisão semelhante (New Hampshire v. Theriault) que declarou que produzir pornografia não era uma forma de prostituição sob a lei estadual.

## Negócios e métodos

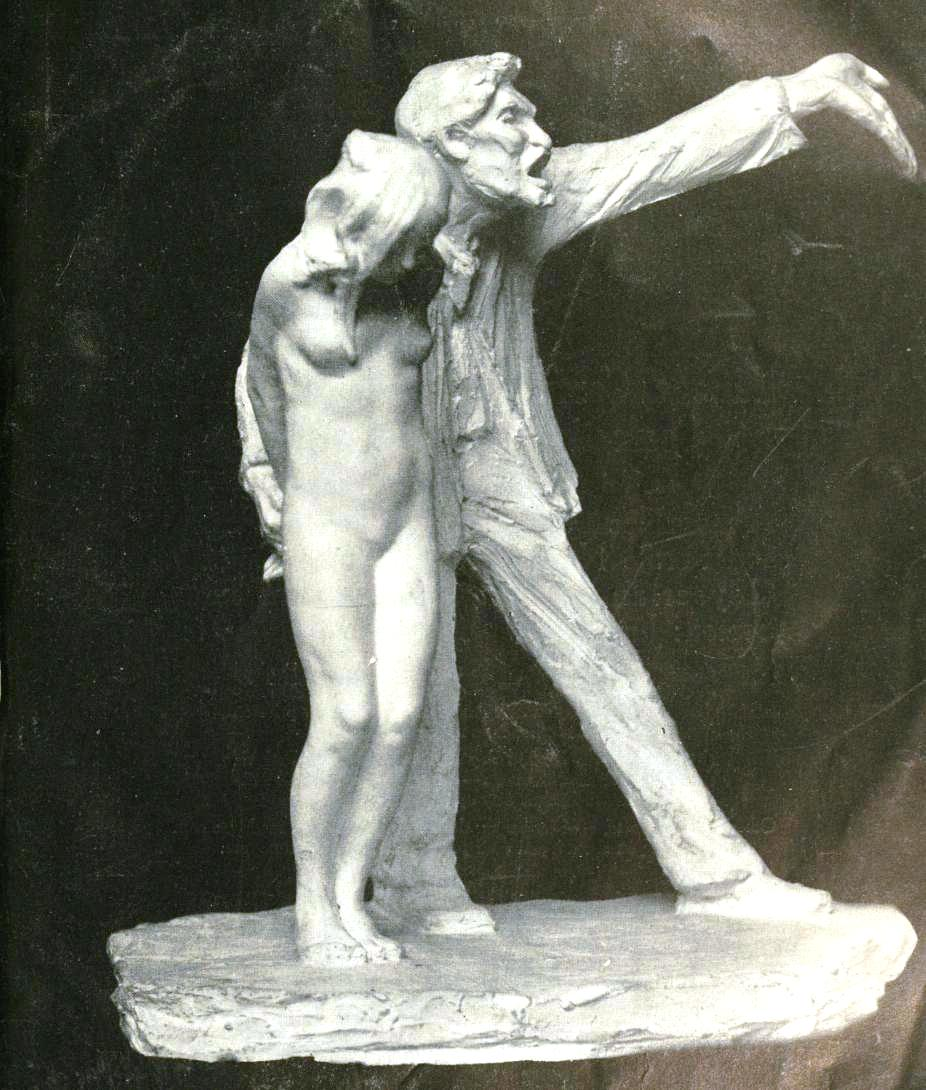
The White Slave escultura de Abastenia St. Leger Eberle, local desconhecido

O pimping é tipicamente operado como um negócio. O pimp pode ter uma bottom girl que funciona como gerente, informando-o sobre a atividade policial e recolhendo dinheiro das prostitutas. Os pimps reconhecem uma hierarchy entre si. Em certos estratos do pimp, os menos respeitados ou os mais novos são chamados de "popcorn pimps" e "wannabes". "Popcorn pimps" foi um fenômeno ocorrido entre usuários adolescentes de cocaína de ambos os sexos que utilizavam crianças mais novas para sustentar seus vícios. Um pimp que usa violência e intimidação para controlar suas prostitutas é chamado de "guerrilla pimp", enquanto aqueles que utilizam artifícios psicológicos para enganar prostitutas mais jovens a se envolverem no sistema são chamados de "finesse pimps". Além disso, uma prostituta pode "mudar" de pimp sem pagar a taxa de "mudança de pimp".
Alguns pimps nos Estados Unidos também são documentados como membros de gang, o que gera preocupações para as agências policiais em jurisdições onde a prostituição é um problema significativo. O pimping rivaliza com a venda de narcóticos como fonte principal de financiamento para muitas gangues. Gangues precisam de dinheiro para sobreviver, e dinheiro equivale a poder e respeito. Enquanto a venda de drogas pode ser lucrativa para uma gangue, essa atividade geralmente acarreta riscos significativos devido às rigorosas penalidades legais e às leis de penas mínimas obrigatórias. Contudo, com o pimping, os membros da gangue ainda ganham dinheiro enquanto as prostitutas suportam a maior parte do risco. O pimping traz benefícios para a gangue à qual o pimp pertence, como ajudar a recrutar novos membros, já que a gangue dispõe de mulheres para sexo, e o dinheiro obtido com a prostituição permite que os membros comprem carros, roupas e armas, aumentando sua reputação na subcultura local.

### Violência
Alguns negócios de pimping têm uma estrutura interna – baseada na violência – para lidar com infratores. Por exemplo, alguns pimps são conhecidos por empregar um "pimp stick", que consiste em dois cabides de casaco enrolados juntos, para subjugar prostitutas desordeiras. Embora as prostitutas possam transitar entre pimps, esse movimento às vezes gera violência. Por exemplo, uma prostituta pode ser punida apenas por olhar para outro pimp; isso é considerado em alguns ambientes de pimp como "olhar de forma imprudente". A violência também pode ser empregada contra clientes, por exemplo, se o cliente tentar evitar o pagamento ou se tornar desordeiro com uma prostituta.

### Grooming
Alguns pimps empregam o método conhecido como "Loverboy" ou "Romeo pimp" para recrutar novas prostitutas. Isso envolve enredar vítimas potenciais (geralmente mulheres jovens ou vulneráveis) estabelecendo, para a vítima, o que parece ser um relacionamento romântico. Após um período inicial de "love bombing", o tratamento torna-se abusivo e a vítima é forçada a entrar no trabalho sexual pelo pimp.

### Uso de tatuagens
Alguns pimps na América tatuam prostitutas como marca de "propriedade". A tatuagem frequentemente exibirá o nome de rua do pimp ou mesmo sua semelhança. A marca pode ser tão discreta quanto uma tatuagem no tornozelo ou tão ostensiva quanto uma tatuagem no pescoço, rosto ou uma inscrição grande nas costas, coxa, peito ou nádegas da prostituta.

### Efeito da Internet
Desde que a Internet se tornou amplamente disponível, as prostitutas passaram a usar sites para solicitar encontros sexuais. Isso eliminou, em alguns contextos, a necessidade de pimps, enquanto alguns pimps passaram a utilizar esses sites para intermediar seus trabalhadores do sexo.

### Críticas às representações
Alguns estudiosos e defensores dos direitos dos trabalhadores do sexo contestam representações de agentes terceirizados como violentos e extremamente comprometidos com uma subcultura de pimp, considerando-as exageros imprecisos usados para fomentar políticas prejudiciais.[carece de fontes?] Por exemplo, um estudo constatou que os pimps tendem a entrar e sair do pimping, com alguns de seus objetivos e identidades classificados como predominantemente convencionais, outros como predominantemente fora do convencional e alguns como uma combinação dos dois.

## Na cultura popular
| Notable pimps and madams |
| --- |
| - Elizabeth Adams - Polly Adler - Ah Toy - Brenda Allen - Sydney Biddle Barrows - Scotty Bowers - Belle Cora - Mary Ann Conklin - Kristin M. Davis - Shirley Finn - Heidi Fleiss - Marguerite Gourdan - Lou Graham - Dennis Hof - Xaviera Hollander - Don "Magic" Juan - Mary-Anne Kenworthy - Gangubai Kothewali - Isabel La Negra - Ghislaine Maxwell - Enriqueta Martí - Elizabeth Needham - Dora Noyce - Deborah Jeane Palfrey - Justine Paris - Grace Peixotto - Lovisa von Plat - Jurjentje Aukes Rauwerda - Lindi St Clair - Fillmore Slim - Iceberg Slim - Sally Stanford - Al Swearengen - Anna Wilson - A Pimp Named Slickback |

Procuração na arte
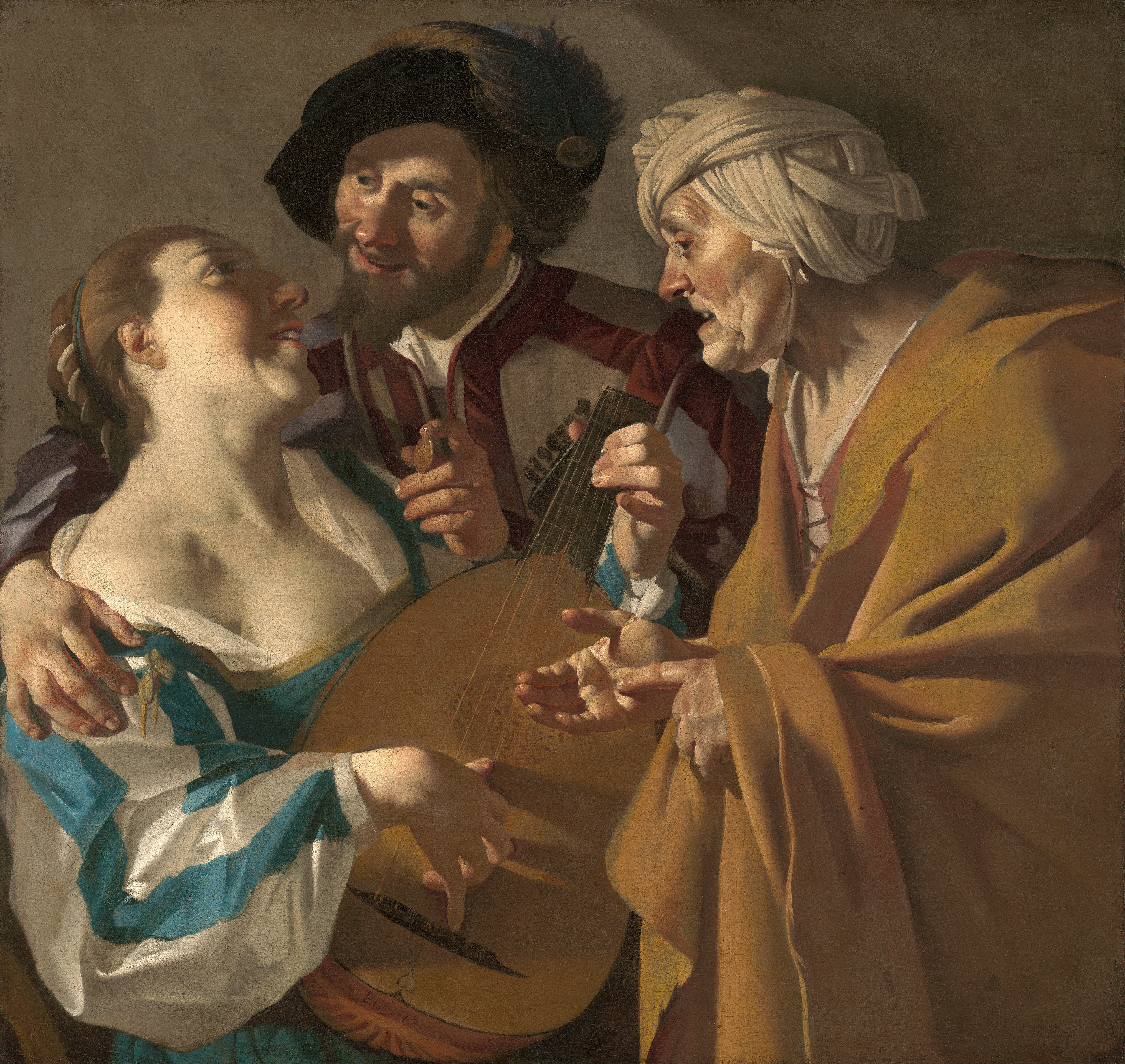
The Procuress por Dirck van Baburen, 1622
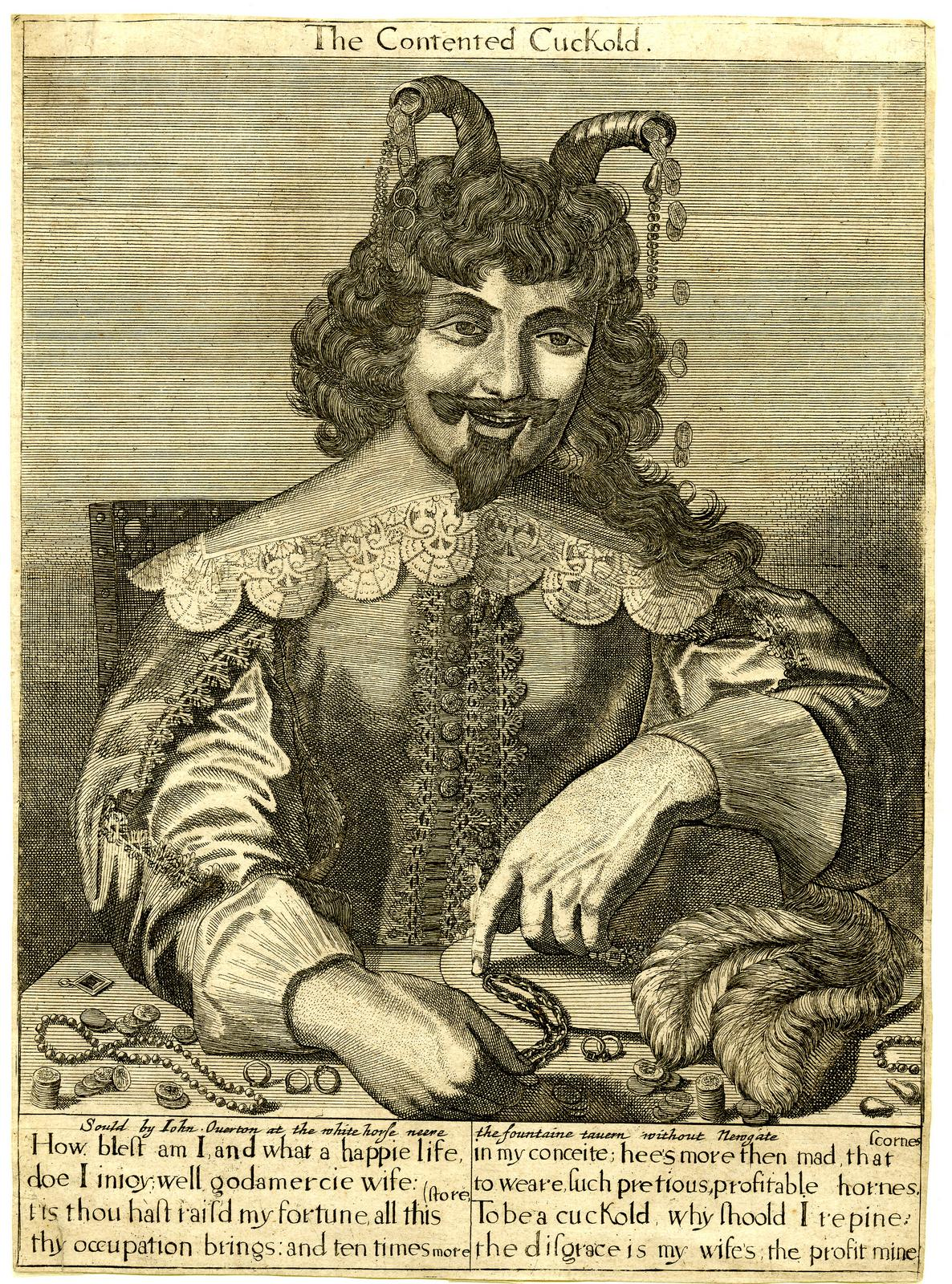
Gravura inglesa de 1673 intitulada "The Contented Cuckold". A última linha diz "a desgraça é da minha esposa; o lucro, meu".
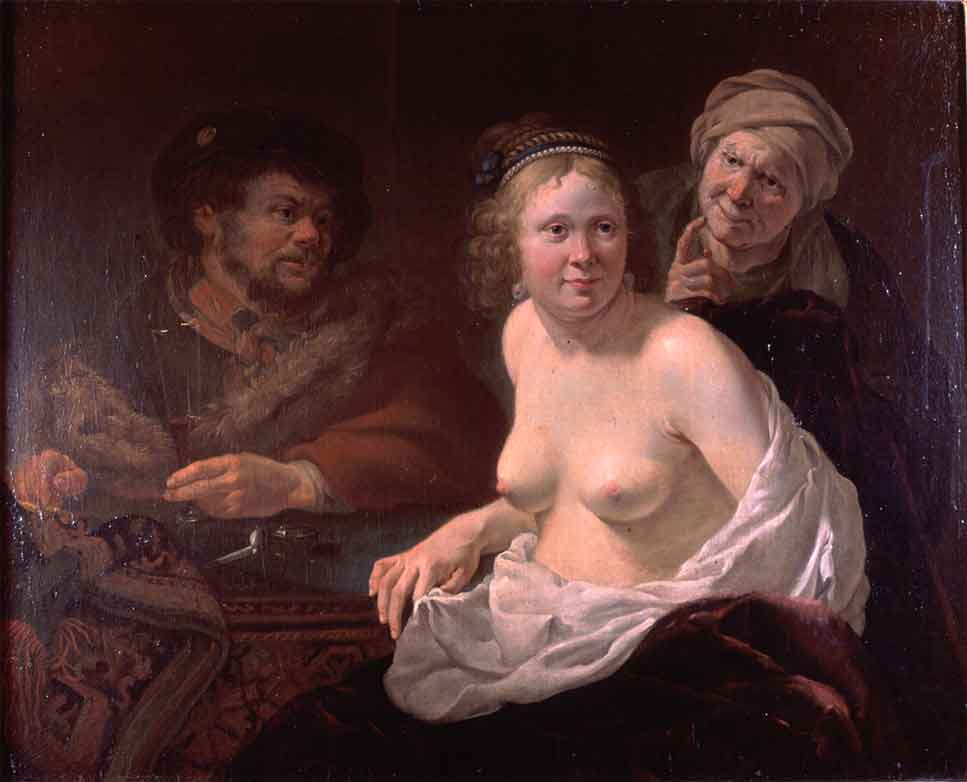
The procuress por Jan G. van Bronckhorst, 1636–1638
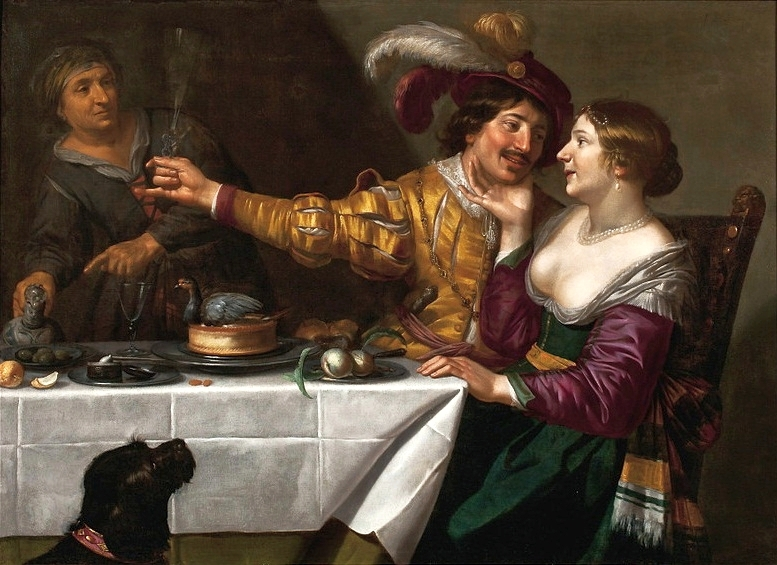
At the procuress, por Jan van Bijlert, segundo quarto do século XVII
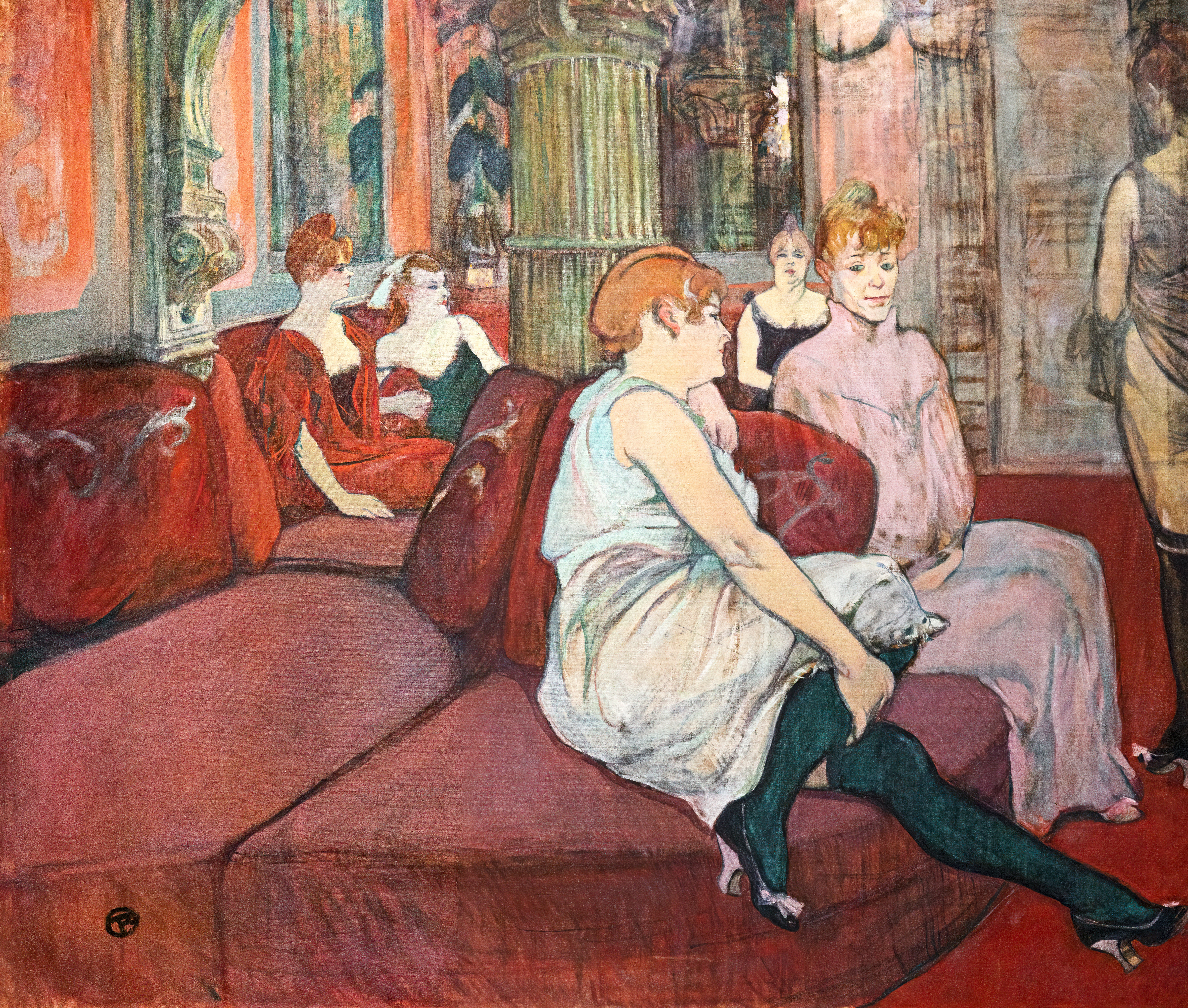
In Salon of Rue des Moulins, (La Fleur blanche), por Henri de Toulouse-Lautrec, 1894